# Josef Škvorecký
Œuvres principales
- L'Escadron blindé (1969)

Josef Škvorecký, né le 27 septembre 1924 à Náchod, en Tchécoslovaquie (aujourd'hui en République tchèque) et mort le 3 janvier 2012 à Toronto, en Ontario, au Canada, est un écrivain de langue tchèque, mais qui a aussi écrit en anglais. Il vit à partir de 1970 au Canada.

## Biographie

### Jeunesse et formation
Josef Škvorecký fait ses études secondaires dans sa ville natale située au nord-est de Prague, à la frontière avec la Pologne. Il est marqué par l'occupation allemande et par sa passion pour le jazz, deux thèmes récurrents dans son œuvre. « Après son baccalauréat (1943), il est, comme la plupart des jeunes gens de cette époque, soumis au travail forcé dans les usines des environs de sa ville natale ». À la fin de la Seconde Guerre mondiale, Škvorecký poursuit des études de médecine, puis de philosophie à l'université Charles de Prague. 

### Carrière en Tchécoslovaquie
Il travaille dans une maison d'édition, puis entre en 1956 comme rédacteur à la revue Littérature mondiale.
Le talent et l'irrévérence de Škvorecký ne tardent pas à lui valoir l'attention des communistes au pouvoir : son premier roman est interdit, et la publication de son deuxième, Les Lâches, en 1958, lui coûte, ainsi qu'à plusieurs de ses collaborateurs, non seulement son travail, mais toute possibilité de publication pendant plusieurs années. Ainsi, la politiquement très neutre Légende d'Emöke, écrite en 1958, n'est publiée qu'en 1963, et son premier roman, Konec nylonového věku (littéralement : La Fin de l'âge de Nylon), ne voit le jour qu'en 1967.
Dans les années 1950 et 1960, il traduit en tchèque des œuvres des auteurs américains Ray Bradbury, Ernest Hemingway, Raymond Chandler et William Faulkner.
Auteur d'un essai sur le roman policier, intitulé Nápady čtenáře detektivek (1965), il s'adonne lui-même au genre policier en créant dans Les Pouvoirs surnaturels du lieutenant Boruvka (Smutek poručíka Borůvky, 1966) le personnage du « lieutenant Boruvka, un enquêteur insolite (certains de ses collègues lui attribuent les pouvoirs d'un sorcier) [de Prague] qui est en fait un spécialiste de la déduction ».
En dépit de ses succès littéraires, le tour de vis supplémentaire du régime communiste après l'invasion des chars soviétiques en août 1968 et la poursuite des purges à répétition viennent finalement à bout de la résistance au bridage, perpétrée par ses compatriotes, de Josef Škvorecký. « En janvier 1969, bénéficiant d'une bourse, il part aux États-Unis, à l'Université de Berkeley, Au même moment, l'édition de son roman L'Escadron blindé (Tankovy prapor, 1969) est interrompue. Škvorecký décide alors de ne pas rentrer dans son pays » et il émigre au Canada.

### L'exil au Canada
Installé à Toronto avec son épouse Zdena Salivarová, également écrivain, il décroche un poste de professeur de littérature à l'Université de Toronto, qu'il conserve jusqu'à sa retraite en 1990. 
Dès 1971, le couple fonde la maison d'édition 68 Publishers qui se spécialise dans la publication des auteurs tchèques exilés ou réduits au silence par le régime, afin de leur donner une voix. Il sera lui-même un des principaux auteurs de cette maison d'édition, y publiant plusieurs romans qui obtiendront un succès lors de leur traduction en anglais. En particulier The Engineer of Human Souls (L'Ingénieur des âmes humaines), dont la traduction anglaise est publiée en 1984, reçoit le prix du Gouverneur général du Canada, le prix littéraire le plus prestigieux du pays. Son roman Scherzo capriccioso (Dvorak in Love) connaît lui aussi du succès lors de sa parution en traduction en 1986.
Après la chute du Rideau de fer en 1990, Škvorecký peut à nouveau visiter son pays d'origine, et il y reçoit de nombreuses décorations pour son travail visant à appuyer les écrivains tchèques pendant la période noire qui a suivi l'invasion soviétique de 1968, y compris l'Ordre du Lion blanc, qui lui est remis par le président Václav Havel en 1990. Les éditions 68 Publishers ont publié plusieurs œuvres de Havel au cours des deux décennies précédentes, assurant leur diffusion alors qu'elles ne circulaient qu'en samizdat en Tchécoslovaquie. 
Josef Škvorecký est nommé membre de l'Ordre du Canada en 1992 et fait Chevalier de l'Ordre des Arts et des Lettres de la République française en 1996.

## Œuvre

### Romans
- Konec nylonového věku, 1956 (roman interdit par la censure et finalement paru en 1967)
- Zbabělci, 1958 Publié en français sous le titre Les Lâches, Paris, Gallimard, coll. « Du monde entier », 1977
- Legenda Emöke, 1963 (court roman)  Publié en français sous le titre La Légende d'Emöke, Paris, Gallimard, 1968
- Lviče, koncové detektivní melodrama, 1969 - Notice BnF Publié en français sous le titre Le Lionceau, Paris, Gallimard, coll. « Du monde entier », 1972
- Tankovy prapor, 1969 Publié en français sous le titre L'Escadron blindé, chronique de la période des cultes, Gallimard, coll. « Du monde entier », 1969
- Mirakl, 1972 Publié en français sous le titre Miracle en Bohême, Gallimard, coll. « Du monde entier », 1978. Préface de Milan Kundera. Notice BnF
- Prima sezóna, 1975 Publié en français sous le titre Une chouette saison, Paris, Gallimard, 2011  (ISBN 978-2-07-012634-7)
- Příběh inženýra lidských duší / The Engineer of Human Souls, 1977
- Scherzo capriccioso / Dvorak in Love, 1984
- Nevěsta z Texasu / The Bride from Texas, 1992
- Dve vraždy v mém dvojím životě / Two Murders in My Double Life, 1999 Publié en français sous le titre Deux meurtres dans ma double vie, Monaco, Editions du Rocher, 1999  (ISBN 2-268-03750-9)
- Nevysvětlitelný příběh aneb Vyprávění Questa Firma Sicula / An Inexplicable Story, or, The Narrative of Questus Firmus Siculus, 1998
- Krátké setkání, s vraždou / Brief Encounter, with Murder, 1999 (écrit en collaboration avec Zdena Salivarová)
- Setkání po letech, s vraždou / Encounter After Many Years, with Murder, 2001 (écrit en collaboration avec Zdena Salivarová)
- Setkání na konci éry, s vraždou / Encounter at the End of an Era, with Murder, 2001 (écrit en collaboration avec Zdena Salivarová)
- Obyčejné źivoty / Ordinary Lives, 2004

### Recueil de nouvelles

#### SérieLes aventures du lieutenant Boruvka
- Smutek poručíka Borůvky, 1966 Publié en français sous le titre Les Pouvoirs surnaturels du lieutenant Boruvka, La Tour d'Aigues, Editions de l'Aube, coll. « L'Aube noire », 1999
- Konec poručíka Borůvky, Toronto, 1975 ; Prague, Mladá fronta, 1992  (ISBN 80-204-0273-X) Publié en français sous le titre Mort sur l'aiguille, La Tour d'Aigues, Editions de l'Aube, coll. « L'Aube noire », 2008  (ISBN 978-2-7526-0453-8)
- Návrat poručíka Borůvky, 1980 Publié en français sous le titre Qui mène l'enquête ?, La Tour d'Aigues, Editions de l'Aube, coll. « L'aube noire », 2007

#### Autres recueils de nouvelles
- Sedmiramenný svícen, 1964
- Ze života lepší společnosti, 1965
- Babylónský příběh a jiné povídky, 1967
- Bassaxofon, 1967 Publié en français sous le titre Le Saxophone basse, et autres nouvelles, Paris, Gallimard, coll. « Du monde entier », 1983  (ISBN 2-07-020916-4)
- Hořkej svět / The Bitter World, 1969
- Hříchy pro pátera Knoxe/Sins for Father Knox, 1973 (nouvelles policières) Publié en français sous le titre Dix péchés du père Knox, La Tour d'Aigues, Editions de l'Aube, coll. « L'Aube noire », 2000
- Ze života české společnosti / The Life of Czech Society, 1985
- Povídky tenorsaxofonisty / The Tenor Saxophonist's Story, 1993
- Povídky z Rajského údolí / The Edenvale Stories, 1996
- When Eve Was Naked, 2000

### Essais
- Nápady čtenáře detektivek / Reading Detective Stories, 1965
- O nich – o nás / They – That Is: Us, 1968
- Samožerbuch / The Book of Self-Praise, 1977
- All the Bright Young Men and Women (Traduction anglaise de Všichni ti bystří mladí muži a ženy), 1972
- Na brigádě / Working Overtime, 1979
- Jirí Menzel and the History of the Closely Watched Trains, 1982
- Talkin' Moscow Blues, 1988 Publié en français sous le titre Le Camarade joueur de jazz, Paris, Anatolia éd., 1996  (ISBN 2-909848-25-6)
- Franz Kafka, jazz a jiné marginálie / Franz Kafka, Jazz and other Marginal Matters, 1988
- ... In the lonesome October, 1994

## Sources
: document utilisé comme source pour la rédaction de cet article.
- Claude Mesplède (dir.), Dictionnaire des littératures policières, vol. 2 : J - Z, Nantes, Joseph K, coll. « Temps noir », 2007, 1086 p. (ISBN 978-2-910-68645-1, OCLC 315873361), p. 785